# Fanggang
Fanggang (kinesiska: 方岗, 方岗乡) är en socken i Kina. Den ligger i provinsen Henan, i den centrala delen av landet, omkring 72 kilometer sydväst om provinshuvudstaden Zhengzhou. Antalet invånare är 33852. Befolkningen består av 16 386 kvinnor och 17 466 män. Barn under 15 år utgör 21,0 %, vuxna 15-64 år 68 %, och äldre över 65 år 10,0 %.
Genomsnittlig årsnederbörd är 665 millimeter. Den regnigaste månaden är september, med i genomsnitt 131 mm nederbörd, och den torraste är december, med 4 mm nederbörd.